# Sajópetri
Sajópetri là một thị trấn thuộc hạt Borsod-Abaúj-Zemplén, Hungary. Thị trấn này có diện tích 9,28 km², dân số năm 2010 là 1569 người, mật độ 169 người/km².